# 阮文英
阮文英（1425年—1484年），字和父，交阯承宣布政使司北江府武寧州慈山縣人，明朝政治人物。

## 生平
治《春秋》，年三十六歲中式天順四年庚辰科第二甲第十七名進士。由國子生中式順天府鄉試第一百五十五名舉人，會試中式第七十名。

## 家族
行一，曾祖阮立；祖阮宗維，慈山縣尉；父阮子游，工部營繕司所正；前母黃氏；范氏；繼母黎氏。嚴侍下，妻何氏。